# When the Night Is Cold
«When the Night Is Cold» (с англ. — «Когда ночь холодна»; полное название — «When the Night Is Cold / Shoot That Laserbeam!») — первый макси-сингл шведской поп-группы Army of Lovers, вышедший в 1988 году. Стал первым и последним синглом коллектива, вышедшим на лейбле Sonet Grammofon. Следующий макси-сингл группы — «Love Me Like a Loaded Gun» — был выпущен уже после заключения контракта со студией Ton Son Ton, на соответствующем лейбле.

## Список композиций
В первое издание сингла вошли две композиции:
- «When the Night Is Cold» (The Human Liberation Club Mix) (9:32)
- «Shoot That Laserbeam!» (The Atomic Meltdown Robbery Mix) (8:52)

## Участники записи
- Александр Бард
- Жан-Пьер Барда
- Камилла Хенемарк